# USS Marion (1839)
La USS Marion era uno sloop da guerra di terza categoria della Union Navy durante la guerra civile americana.

## Storia

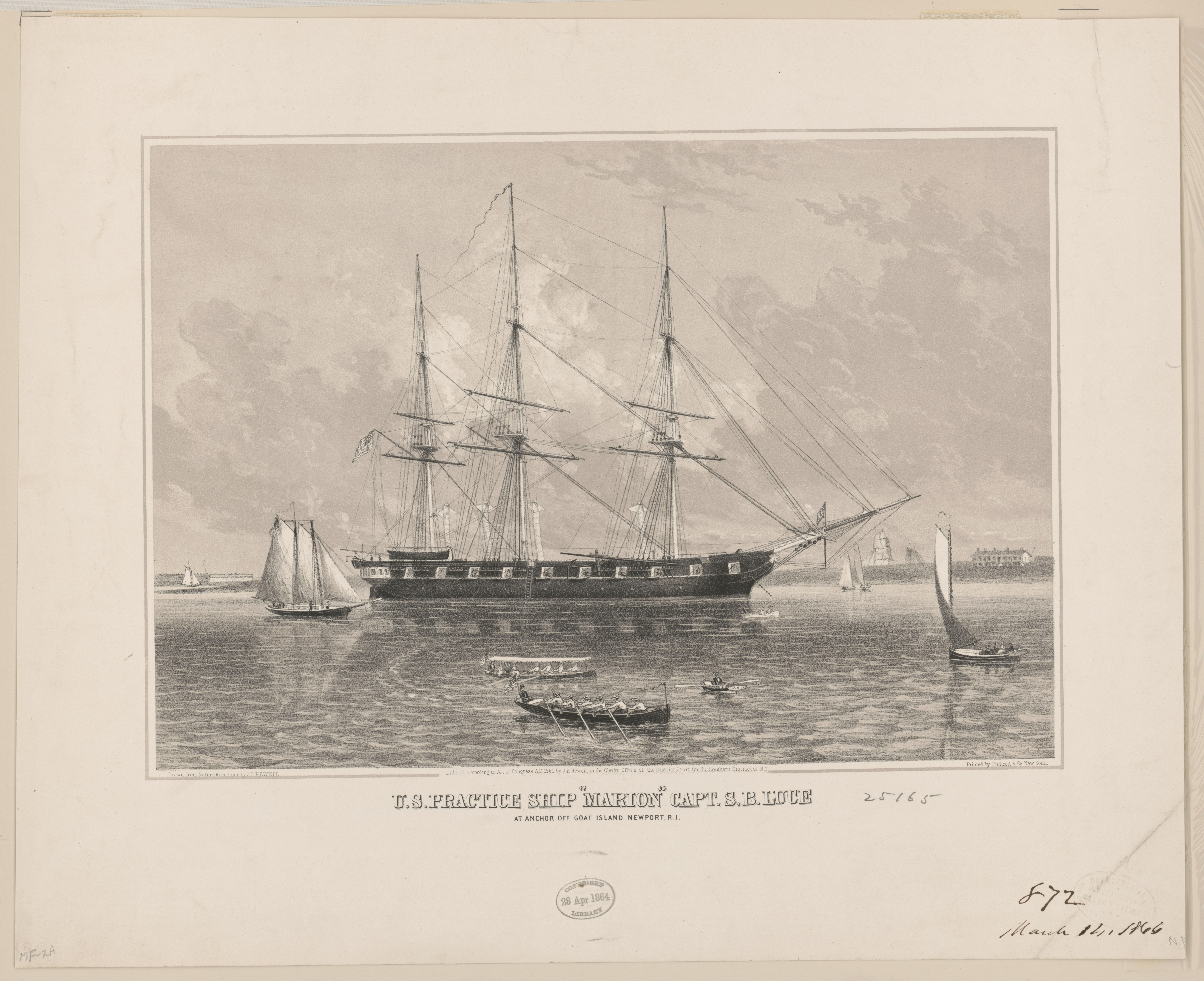
La nave scuola Marion, Capt. S.B. Luce all'ancora a Goat Island Newport, Rhode Island, prima del 1871.

Lo sloop USS Marion venne costruito, sotto la direzione di , presso il Boston Navy Yard, e varato il 24 aprile 1839. La nave era costata 212.842,51 dollari.
Il 10 novembre 1839 salpò da Boston per la sua prima crociera, in Brasile. La Marion, mentre all'inizio del 1842 si trovava nel porto di Rio de Janeiro affondò nella rada. Una volta recuperata salpò per ritornare a Boston, dove arrivò nel mese di a maggio. Salpò quindi per i Caraibi, ritornando negli Stati Uniti nel maggio 1843. Per gli anni successivi prestò servizio ordinario a Boston e poi navigò al largo della costa occidentale dell'Africa e nel Mediterraneo fino al 1848. Catturò una nave schiavista, la Casket, vicino a Cabinda il 2 agosto 1846. Dopo una missione nelle Indie Orientali dal 1850 al 1852, riprese le operazioni in forza alla Africa Squadron dal 1853 al 1855 e dal 1858 al 1860, catturando altre tre navi schiaviste: Brothers al largo di Mayumba l'8 settembre 1858 e Orion e Ardennes alla fine di aprile 1859 al largo della costa del Congo. Tra il 1856 e il 1857 prestò servizio ordinario a Norfolk.
La Marion prestava servizio ordinario a Portsmouth, nel New Hampshire, quando scoppiò la guerra civile americana. Fu rimessa in servizio il 21 giugno 1861 e il 14 luglio salpò alla ricerca dell'incrociatore corsaro degli Stati Confederati d'America Jeff Davis. A settembre si unì al Gulf Blockading Squadron, partecipando alla cattura di Ship Island il 16 dello stesso mese. Nel marzo-aprile 1862 si trovava appena fuori da Apalachicola, in Florida, nel West Pass quando fu sostituita dalla Mercedita.
Nel maggio 1862 la Marion ricevette l'ordine di recarsi a Boston per eseguire lavori di riparazione. Tornata in servizio il 24 luglio, salpò verso Annapolis, nel Maryland, dove fu impiegata come nave da addestramento per gli aspiranti guardiamarina fino al 1870. Nel 1871 entrò nel Portsmouth Navy Yard dove fu ricostruita come piroscafo a vapore di terza categoria.
Rimessa in servizio il 12 gennaio 1876, navigò negli squadre navali dell'Europa e del Sud Atlantico fino al dicembre 1882, quando ritornò a Portsmouth. Il 15 gennaio 1885 le fu ordinato di recarsi nell'Oceano Pacifico, dove fu impiegata nella Asiatic Station fino al 1890. Tornò quindi negli Stati Uniti d'America, dove prestò servizio brevemente nel Bering Sea Squadron collegato alla pesca delle foche e, alla fine del 1891, riprese operazioni con la Asiatic Station. Assegnata allo Pacific Squadron nel 1895, navigò lungo la costa occidentale delle Americhe e tra le isole delle Hawaii fino all'11 dicembre 1897, quando fu radiata a Mare Island Naval Shipyard, in California.
Successivamente, trasferita alla custodia dello Stato della California, fu impiegata come nave scuola e quartier generale della Milizia navale dello Stato della California. Rimase attraccata a San Francisco, presso il molo n. 10 fino al 1907. Il 14 marzo 1907 fu cancellata dal registro delle unità navi e venduta il 24 luglio a C.E. Boudrow, San Francisco per la demolizione. L'unità salpò per l'ultima volta dal Mare Island Navy Yard il 15 agosto 1907 trainata dal rimorchiatore Sea Queen

### Fonti
1. 1 2 3 4 5 6 7 8  Marsh 1921, p. 136.
2. ↑  List of Naval Officers & Sailors at Sea.
3. 1 2 3 4 5 6 7 8 9 10 11 12 13 14 15 16  NavSource Online: "Old Navy" Ship Photo Archive.